# Список умерших в 875 году

## Апрель
- 27 апреля — Лубб I ибн Муса, глава муваладской семьи (династии) Бану Каси, вали (наместник) Толедо (859—873 и 874—875).

## Май
- 6 мая — Муслим ибн аль-Хаджжадж, исламский богослов, хадисовед и правовед[1].

## Август
- 12 августа — Людовик II, король Италии (844—875), король Прованса (863—875), император Запада (850—875) из династии Каролингов[2].
- 31 августа — Адвенций, епископ Меца (855/858—875)[3].

## Октябрь
- 9 октября — Анно, епископ Фрайзинга (854—875)[4][5].

## Декабрь
- 16 декабря — Адон Виеннский, французский хронист, монах-бенедиктинец, архиепископ Вьенна (860—875), деятель Каролингского возрождения и святой Католической церкви[6].

## Дата смерти неизвестна или требует уточнения
- Адриан с острова Мэй, священномученик с острова Мэй.
- Амрам гаон, крупнейший галахический авторитет эпохи гаонов, глава сурской академии в Мата-Мехасии (846—864).
- Абу Бакр аль-Асрам, исламский богослов, хадисовед.
- Мухаммед II ибн Ахмед аль-Майит, эмир Ифрикии (864—875) из династии Аглабидов.
- Отфрид фон Вейсенбург, немецкий религиозный поэт.
- Теутберга, королева Лотарингии, жена короля Лотаря II[7].
- Эйстейн, скандинавский король Дублина (873—875).